# Mohsén Rezaí
Mohsén Rezaí Mirqaed, también llamado Rezaí (en persa: محسن رضایی میرقائد, nacido como Sabzevar Rezaí Mirqaed (n. el 9 de septiembre de 1954 en Masyed Soleyman, Juzestán, Irán) es un político, economista y excomandante militar iraní, que también se desempeñó como Secretario del Consejo de Discernimiento de Conveniencia de la República Islámica de Irán. Antes de eso fue el Comandante en jefe de los Cuerpos de la Guardia Revolucionaria Islámica (CGRI).

## Formación y primeras actividades político-militares
Mohsén Rezaí Mirqaed nació en 1954 como Sabzevar Rezaí Mirqaed en Bonevar, pueblo de la comarca de Lalí, en la provincia iraní de Juzestán, y pasó su infancia y primera adolescencia en la cercana ciudad petrolífera de Masyed Soleimán.
En 1969 se trasladó a Ahvaz, donde estudió en una escuela de la Compañía Nacional de Petróleos de Irán y comenzó su militancia contra la monarquía Pahlaví, siendo ya detenido, interrogado y torturado por la SAVAK de Ahvaz a la edad de 17 años, y encarcelado durante varios meses. Con varios amigos, fundaron el grupo islamista Mansurún (منصورون)
En 1973 se trasladó a Teherán para estudiar Ingeniería mecánica en la Universidad de Ciencia y Tecnología de Irán (Elm o Sanat), al tiempo que se implicaba en la lucha armada clandestina. Con el triunfo de la Revolución Islámica en la primavera de 1979, el grupo Mansurún se fundió junto a otros seis grupos armados en la Organización de los Muyahidines de la Revolución Islámica, de cuyo comité central Rezaí pasó a formar parte.
Rezaí se preparó en economía tras la Guerra Irán-Irak (1980-1988), contra Irak, estudiando en la Universidad de Teherán continuándolos hasta el 2001 en el cual sacó un posgrado y cofundó la Universidad del Imam Hosein.

## Carrera en la CGRI
Fue nombrado Comandante en jefe de la CGRI en 1981, a los 27 años de edad, cargo que desempeñaría hasta 1997, cuando dirigió las fuerzas militares por el Consejo de Discernimiento de Conveniencia, siendo su secretario y el president de la Comisión para macroeconomías y comercio.

### Acusaciones de implicación en el atentado contra la AMIA
Está sospechado y acusado de haber ordenado un ataque terrorista  con un coche bomba en Buenos Aires en julio de 1994 que dejó un saldo de 85 muertos.
En octubre de 2022, la Cancillería Argentina a cargo del canciller Santiago Cafiero del gobierno de Alberto Fernández solicitó su detención al gobierno de Catar cuando se hizo público que se reuniría con el Emir Hamad bin Khalifa Al Thani. La Justicia argentina lo considera uno de los autores intelectuales del atentado a la AMIA. La Cancillería solicitó, ante la embajada argentina en Doha, que se cumpla con la orden de captura internacional.
Ya en noviembre de 2006 el juez argentino Rodolfo Canicoba Corral había emitido una orden de arresto internacional contra Rezaee, 6 iraníes y 1 libanés en conexión con el atentado del 18 de julio de 1994 contra el centro cultural judío AMIA en Buenos Aires, Argentina, que causó 85 muertos y 151 heridos.  Esto ocurrió 2 años después del bombazo terrorista contra la Embajada de Israel en Buenos Aires. En 1998, el hijo de Rezaee, Ahmad Rezaee, desertó hacia Estados Unidos, donde contó a los oficiales que el ataque a la embajada israelí en Buenos Aires fue planeado en Teherán. Le contó a las autoridades estadounidenses que él acompañó a su padre al Líbano para ser testigos del entrenamiento; Ahmad Rezaee retornó a Irán después de un corto tiempo y declaró que sus afirmaciones sobre el involucramiento de su padre en el atentado fueron infundas. Mohsen Rezaee es recurrente en la lista de los más buscados de la Interpol por cargos de “crímenes contra la vida y la salud, vandalismo y daños” por el caso del atentado contra a AMIA, aunque rechazó esas alegaciones diciendo: “esos cargos son mentiras” según Los Angeles Times de junio de 2009.

## Campañas presidenciales
Mohsén Rezaí ha presentado sin éxito su candidatura a la presidencia de Irán en las elecciones de 2009, 2013 y 2021.

## Vida privada
Su padre se llamaba Nayaz. Rezaee tiene 5 hijos, 2 varones y 3 mujeres. 1 de sus hijos, Ahmad Rezaee, emigró a Estados Unidos, por oponerse a las políticas del gobierno islámico iraní y acusó a su padre y a otros de apoyar actos terroristas. Regresó a Irán en 2008 pero emigró a los Emiratos Árabes Unidos y el 11 de noviembre de 2011 fue hallado muerto en un hotel de Dubái. Se reportó que fue asesinado por una sirvienta del hotel, pero la policía de Dubái dice que murió por sobredosis de antidepresivos. Su hermano Omidvar es miembro del parlamento iraní desde 2008.